# 小行星4206
小行星4206（4206 Verulamium）是一颗围绕太阳公转的小行星。1986年8月25日，亨利·德波鸿诺在拉西拉天文台发现了此天体。
这颗小行星的绝对星等为38.75909281579263等。